# 독일어 레퀴엠
완전한 제목은 《성서 본문에 따른 독창과 합창과 관현악 (및 경우에 따라 추가된 오르간)을 위한 독일어 레퀴엠, 작품 번호 45》(독일어: Ein deutsches Requiem, nach Worten der heiligen Schrift für Soli, Chor und Orchester (Orgel ad lib.), Op. 45)이며, 요하네스 브람스의 작품이다. 편성은 합창단, 오케스트라, 소프라노 및 바리톤이며 1865년에서 1868년 사이에 작곡되었다. 모두 일곱 개의 악장으로 구성되어 있다. 연주 시간은 65분에서 80분 가량이며 브람스의 작품 중에서 가장 긴 편이다.
라틴어로 된 죽은 자를 위한 미사 전례문에 따른 전통적인 로마 가톨릭교회의 레퀴엠과는 달리 마르틴 루터가 번역한 독일어 성경에서 발췌한 독일어 가사를 사용하고 있다. 따라서 종교적 작품이기는 하지만 엄밀하게 장르를 구분할 때 레퀴엠에 속하지는 않는다.
두 독창 선율은 함께 어우러지는 일이 거의 없이 서로 독립적이다. 바리톤은 운명에 직면한 인간의 고통스런 간구를 듣게 하며, 소프라노는 장차 올 위로의 소망을 나타내는 여성적인 성격을 나타낸다. 관현악은 일관된 명료성을 보이면서도 전면에 나서지 않는다. 종결은 "산상 수훈"의 언약으로 요약된다. 여섯째 부분의 중심은 "진노의 날(라틴어: Dies irae)"의 개신교적 표현으로 간주될 수 있다. 교파를 초월한 보편성을 부여한 이 작품으로써 작곡가는 명성을 얻었다.

## 편성
- 성악: 소프라노 독창, 바리톤 독창, 합창
- 기악
  - 목관악기: 피콜로, 플루트2, 오보에2, 클라리넷2, 바순2
  - 금관악기: 호른4, 트럼펫2, 트롬본3, 튜바
  - 타악기: 팀파니
  - 현악기: 하프, 현악 5부